# نقاشی دوره اشکانیان
آثاری از نقاشی این دوران در کوه خواجه در سیستان و دورااروپوس در میانرودان به دست آمده‌است. این نقاشی‌ها هم خصوصیت هنر اشکانی یعنی تأثیر پذیری از هنر یونانی را در بر دارند. در این نقاشی‌ها با رنگ‌های تخت و بدون سایه روشن، و با قلم گیری سیاه در مرز پیکرها مواجهیم.

## منبع
1. ↑  تاریخ هنر ایران، ایرن محمدی، منصور دوالو، انتشارات مدرسه، ۱۳۸۶